# Thomas Thelwall Waddington
Thomas Thelwall Waddington, britanski general, * 1888, † 1958.